# 夕霧花園 (電影)
《夕霧花園》（英語：The Garden of Evening Mists）是一部2019年馬來西亞劇情長片。改編自同名小說，臺灣導演林書宇执导，由李心潔、張艾嘉、阿部寬領銜主演。劇情讲述1940年代的馬來西亞，女主角在日军戰俘營失去了妹妹。逃出生天後，為了建造一個花園紀念妹妹，她來到了金馬崙高原，向一位從日本來的神秘園藝師學藝，兩人也因此展開了一段禁忌愛情故事。
該片獲得好評。電影改編自馬來西亞作家陳團英的2012年同名英文小說，也是導演林書宇執導的第4部電影作品。其他主演包括林宣妤、大衛·奧克斯、朱利安·山德斯、約翰·漢納、陳瓊華。該片在第56屆金馬獎获得九項提名，包括最佳劇情長片、最佳導演和最佳女主角等，並獲得最佳造型設計一獎。
該片於2019年11月29日在臺灣上映，同年12月28日在香港上映、2020年1月16日在馬來西亞和新加坡上映。

## 剧情简介
1940年代的馬來亞，曾一度被日军占领。一对华裔姐妹受困于日军战俘营，两人经常梦想一起打造完美花园，来度过每个痛苦的日夜。战争结束后，逃出生天的姐姐张云林（李心洁饰）始终对过世的妹妹张云红自责不已。她来到金马仑高原，会见一位在当地居住的神秘日本园艺师中村有朋（阿部宽饰）。这位园艺师正在茶丘上建着一个叫夕雾花园的日式小庭院。她决定向他学艺，為妹妹建造一個纪念花园。国仇家恨，竟衍生出一段禁忌之恋。他们的故事将何去何从？

#### 時代背景
背景設定於1940和1950年代的馬來亞。當時世界二次大戰爆發，馬來亞是英國殖民地。日軍於1942年佔領馬來亞，迫使英國退守。馬來亞被日軍佔領了長達3年多，直到1945年日本在二戰投降為止。日軍投降後，英國繼續回來殖民。此時的馬來亞，大眾對獨立的喊聲与日俱增，同時馬來亞共產黨的勢力崛起。1948年，英軍和馬共的談判破裂，引發了游擊戰，馬來亞進入長達12年的緊急狀態，直到1960年為止。馬來西亞于1957年取得獨立。

## 演員
- 李心潔 飾演 張雲林（年輕）
- 張艾嘉 飾演 張雲林（1980年代）
- 阿部寬 飾演 中村有朋
- 大衛·奧克斯 飾演 Frederik Gemmell（年輕）
- 朱利安·山德斯 飾演 Frederik Gemmell（1980年代）
- 約翰·漢納 飾演 Magnus Gemmell
- 林宣妤 飾演 張雲紅
- 陳瓊華 飾演 Emily

## 製作
本片改編自馬來西亞作家陳團英的同名英文小說，小说于2012年出版，并获得好评。2014年10月，電影改編由馬來西亞電影製作公司Astro Shaw和HBO Asia合作出品，並獲得馬來西亞國家電影發展局和CJ娛樂的協助支持。最終電影製作公司決定由臺灣導演林書宇執導，而改編劇本由蘇格蘭編劇家理查德·史密斯負責。劇中台詞約90%為英語，並有些許粵語、日語和馬來語。
演員陣容為馬來西亞演員李心潔和林宣妤、日本演員阿部寬、台灣演員張艾嘉、英國演員大衛·奧克斯、朱利安·山德斯和約翰·漢納和新加坡演員陳瓊華。
製作團隊成員來自臺灣、日本、馬來西亞、新加坡、印度、澳大利亞和英國。該片於馬來西亞取景，拍攝地點包括金馬崙高原，劇中的花園為實景打造。

## 發行
該片入選第24屆釜山國際電影節「亞洲電影之窗」單元，並與2019年10月4日在影展上首映。該片也於同年11月在2019年香港亞洲電影節和金馬國際影展上播映，並選為金馬影展的閉幕片。該片於2019年11月29日在台灣上映，同年12月28日在香港上映、2020年1月16日在馬來西亞、文莱和新加坡上映。該片獲得正面評論。
馬來西亞院线上映的版本是1小时53分钟，與國際版本的2小时有稍微不同。2019年11月15日報道称馬來西亞版本有3場情節，被馬來西亞電影檢查委員會刪減，其中未過電影檢查的兩幕是在日本集中營的劇情片段。2020年1月7日報道澄清，电影最终只删减一场情节，即浴缸戏情节，其他部分则加入之前沒用到的画面稍作调整，因此一样完整，不影响剧情。
2019年11月29日夏于喬為了支持丈夫林書宇的電影作品而在華山光點包場，並親手製作邀請函。除了邀請親朋好友前來外，藝人柯佳嬿、鳳小岳、張書豪、陳妍希、曾寶儀、高英軒、放火、楊謹華、宋芸樺、五熊、張孝全、尹馨、江沂宸、梁正群、簡嫚書、蔡嘉茵等到場觀影。

## 獎項及提名
本片在第56屆金馬獎上獲得共9項提名，包括最佳劇情長片、最佳女主角、最佳改編劇本等，並獲得最佳造型設計獎。
| 類別             | 頒獎日期       | 獎項             | 名字                                       | 結果 | 參考   |
| ---------------- | -------------- | ---------------- | ------------------------------------------ | ---- | ------ |
| 金馬獎           | 2019年11月23日 | 最佳劇情長片     | 《夕霧花園》                               | 提名 | [ 20 ] |
| 金馬獎           | 2019年11月23日 | 最佳導演         | 林書宇                                     | 提名 | [ 20 ] |
| 金馬獎           | 2019年11月23日 | 最佳女主角       | 李心潔                                     | 提名 | [ 20 ] |
| 金馬獎           | 2019年11月23日 | 最佳改編劇本     | 理查德·史密斯                              | 提名 | [ 20 ] |
| 金馬獎           | 2019年11月23日 | 最佳攝影         | 卡迪克·維傑                                | 提名 | [ 20 ] |
| 金馬獎           | 2019年11月23日 | 最佳美術設計     | 蔡珮玲、林慶順、陳炫劭                     | 提名 | [ 20 ] |
| 金馬獎           | 2019年11月23日 | 最佳造型設計     | Nikki Gooley、周麗明、蔡珮玲、Nina Edwards | 獲獎 | [ 20 ] |
| 金馬獎           | 2019年11月23日 | 最佳原創電影音樂 | 辛榮安                                     | 提名 | [ 20 ] |
| 金馬獎           | 2019年11月23日 | 最佳剪輯         | 蘇文泰                                     | 提名 | [ 20 ] |
| 亞洲影藝創意大獎 | 2020年12月3日  | 最佳電影         | 《夕霧花園》                               | 獲獎 | [ 21 ] |
| 十大華語電影節   | 2020年         | 傑出電影         | 《夕霧花園》                               | 獲獎 |        |
| 十大華語電影節   | 2020年         | 最佳導演         | 林書宇                                     | 提名 |        |
| 十大華語電影節   | 2020年         | 最佳女主角       | 李心潔                                     | 提名 |        |
| 十大華語電影節   | 2020年         | 最佳編劇         | 理查德·史密斯                              | 提名 |        |
| 馬來西亞電影節   | 2021年12月10日 | 最佳女主角       | 李心潔                                     | 獲獎 | [ 22 ] |
| 馬來西亞電影節   | 2021年12月10日 | 最佳女配角       | 林宣妤                                     | 提名 | [ 22 ] |
| 馬來西亞電影節   | 2021年12月10日 | 最佳原著劇本     | 陳團英                                     | 獲獎 | [ 22 ] |
| 馬來西亞電影節   | 2021年12月10日 | 最佳原創電影音樂 | 辛榮安                                     | 提名 | [ 22 ] |
| 馬來西亞電影節   | 2021年12月10日 | 最佳音效         | 《夕霧花園》                               | 提名 | [ 22 ] |
| 馬來西亞電影節   | 2021年12月10日 | 最佳視覺效果     | 《夕霧花園》                               | 獲獎 | [ 22 ] |

## 外部連結
- 豆瓣电影上《夕霧花園》的資料 （简体中文）
- 開眼電影網上《夕霧花園》的資料（繁體中文）
- Yahoo奇摩電影上《夕霧花園》的資料（繁體中文）
- 爛番茄上《夕霧花園》的資料（英文）
- 互联网电影数据库（IMDb）上《夕霧花園》的资料（英文）